# Aubigny-les-Pothées
Aubigny-les-Pothées là một xã ở tỉnh Ardennes, thuộc vùng Grand Est ở phía bắc nước Pháp.